# عامل نمو مشتق من الصفيحات
عامل نمو مشتق من الصفيحات  (اختصارًا PDGF) هو أحد عوامل النمو أو البروتينات التي تنظم عمل نمو وانقسام الخلية.